# Celia (sèrie de televisió)
Celia va ser una sèrie de televisió infantil espanyola, estrenada originalment l'any 1993 a través del canal públic La 1 de Televisió Espanyola. La sèrie va ser inspirada i està basada en els llibres infantils clàssics d'Elena Fortún, en particular Celia, lo que dice (1929) i Celia en el colegio (1932), i narra les aventures d'una rebel Celia Gálvez de Montalbán, una nena de l'alta burgesia madrilenya de set anys, i un dels personatges favorits de les nenes espanyoles dels anys 40, 50 i 60. La sèrie, que va introduir Cristina Cruz Mínguez en el paper titular de Celia, va ser adaptada per a la televisió per Carmen Martín Gaite, escriptora espanyola que ha rebut diversos premis, i va ser dirigida i produïda per José Luis Borau. A part de narrar les històries de Celia, la sèrie reflecteix la vida en Espanya durant els anys 30, breument tocant el tema de la guerra civil que estava per venir, els canvis socials i els conflictes i idees de l'època. Encara que la sèrie va ser popular seguint el seu llançament, la falta de fons econòmics per part de Televisió Espanyola va posar en risc la producció i la sèrie va ser cancel·lada després de sis episodis. El sisè i últim episodi assegurava que la sèrie continuaria, encara que mai es van rodar episodis nous. A l'abril de 2009 la sèrie va ser reestrenada en la pàgina web de Ràdio Televisió Espanyola, on es poden veure íntegres tots els episodis de manera permanent i gratuïta.

## Producció
Després que els llibres sobre Celia d'Elena Fortún fossin posats a mans de l'escriptora i guionista Carmen Martín Gaite, el director i productor José Luis Borau va insistir en crear una adaptació televisiva de les obres de Fortún. Borau va proposar el projecte, però al mateix temps no va considerar dirigir-lo ja que ell no creia tenir l'experiència o la paciència requerida per a treballar amb nens o en una producció infantil; també en el passat havia dit no tenir el més mínim interès a treballar per a la televisió o en pel·lícules de gènere històric. Per aquesta raó, José Luis Cuerda va ser assignat com a director de la sèrie, però va ser Borau qui al final va acabar en aquesta posició. Carmen Martín Gaite no va ser convençuda amb facilitat i no estava segura que el projecte donaria resultat o tingués èxit. Quan Televisió Espanyola va aprovar la creació de Celia, es va començar una cerca per la nena ideal per al paper titular de Celia. Sense prèvia experiència com a actriu, Cristina Cruz Mínguez va ser triada entre 2.000 altres nenes que havien provat per al paper, encara que altres mitjans indiquen un estimat més alt de 3.000 nenes. L'estudi va rebre visites al llarg de cinc mesos aproximadament, i José Luis Borau va afirmar en una entrevista que Cristina havia estat una de les últimes a ser provada. Algunes de les nenes que no van ser triades per al paper de Celia van ser col·locades en els papers d'altres nenes en la trajectòria de la sèrie, per exemple María Teresa, una de les amigues de Celia. Ja que les lleis del cinema només permeten als infants menors de tres anys participar en el rodatge per un temps limitat, es van utilitzar tres nens diferents per al paper de "Cuchifritín," el germà petit de Celia. Es va fer un documental televisiu titulat "Buscando a Celia", que mostrava l'odissea de trobar la "Celia" ideal; el documental contenia breus entrevistes amb diferents nenes i alguns dels seus pares també. Quan va ser llançada al públic, el curt documental va servir com a publicitat eficient per a la sèrie que encara no havia estat estrenada.
El director José Luis Borau va comentar durant la cerimònia de premiere de la sèrie que ell havia tingut dues raons per a la producció: Una, retre-li homenatge a Elena Fortún, a qui ell va descriure com una de les més importants autores que possiblement han tingut els nens d'Espanya; i dos, oferir-li als nens d'Espanya 'el millor.' — "Als nens," va dir, "cal donar-los el millor. No cal abusar d'ells, no cal enganyar-los. No cal donar-los qualsevol cosa. Perquè es mereixen el millor." — Per part seva, l'escriptora Carmen Martín Gaite va comentar la seva sorpresa al comportament professional de la jove actriu Cristina Cruz Mínguez durant el rodatge de la sèrie. — "Record una escena," va dir, "que es rodava molt de nit en un circ prop del Escorial, i jo no vaig sentir a aquesta nena queixar-se ni una sola vegada. […] No preguntava 'on està la meva mare?' ni res."'

### Cancel·lació
José Luis Borau va explicar en una entrevista que va prendre lloc l'any 1993 que la sèrie Celia havia tingut problemes econòmics abans de ser cancel·lada definitivament. Durant els anys en què la sèrie havia estat en producció, Televisió Espanyola, que havia finançat el projecte fins llavors, va entrar en una etapa econòmicament desastrosa, la qual cosa va posar en risc la producció de la sèrie. De fet, la sèrie s'hauria cancel·lat de no haver estat perquè Borau va prendre a les seves mans la responsabilitat de finançar una sèrie tan costosa com era Celia. La sèrie marcava la primera vegada en què companyies televisives europees estrangeres, la italiana RAI, la francesa Antenne 2 i l'alemanya ZDF acceptaven un projecte proposat per TVE. José Luis Borau va comentar en la mateixa entrevista que de no ser que es completés la sèrie, la relació entre TVE i els seus socis estrangers podria fer fallida. Així i tot no es van aconseguir fons per completar Celia i la sèrie va ser cancel·lada. El rodatge de la sèrie va començar al juny de l'any 1991 i va acabar durant els Nadals d'aquest any, algunes escenes quedaren pendents fins a 1992, i dels catorze guions que s'havien escrit només sis van ser utilitzats, que equivalen als sis episodis completats de la sèrie.

### Tema musical
El tema musical de la sèrie, compost pel duo espanyol Vainica Doble o té un nom oficial però se la refereix comunament com "Celia" o "Hay en Madrid una niña"; la seva lletra i música bàsiques estan basades en la cançó clàssica d'esbarjo espanyola, "En Cádiz hay una niña." Encara que la cançó està escrita en castellà, hi ha breus versos en llatí i anglès; el vers en anglès, "Be quiet, you are a naughty girl!" és presumptament cantat pel personatge de Miss Nelly, la institutriu anglesa. L'inici de la sèrie és un muntatge de dibuixos dissenyats per l'il·lustrador original dels llibres, Francisco Molina Gallent.

## Repartiment
- Cristina Cruz Mínguez - Celia Gálvez de Montalbán
- Ana Duato - María del Pilar de Montalbán (Mamá)
- Pedro Díez del Corral - Pablo Gálvez (Papá)
- Adela Armengol - Julia Gálvez
- Sian Thomas - Miss Nelly
- Miguel Magaña - Juan Antonio 'Baby/Cuchifritín' Gálvez de Montalbán
- Alito Rodgers - Rey Baltasar
- Concha Salinas - Juana
- Carmen Rossi - Doña Petra
- Concha Leza - Cocinera
- Aurora Redondo - Doña Benita
- Tito Valverde - Rodrigo Gálvez
- Diana Salcedo - Basílides
- Eduardo Calvo - Avi de Carlotica
- Luz María Gómez - Rafaela
- Miguel Ángel García - Pronobis
- Tito Augusto - Lamparón
- María Isbert - Mare Superiora
- Paloma Paso Jardiel - Mare Loreto
- Montse Pérez - Mare Bibiana
- Yelena Samarina - Mare Isolina
- Silvia Munt - Mare Corazón
- Paula Soldevila - Lega
- Nathalie Seseña - Lega
- Silvia Casanova - Lega
- Ángel de Andrés - Don Restituto
- Josep Cortés - Juanón
- Carmelo Gómez - Ouer
- María Luisa Ponte - Doña Remedios
- Mario Maranzana - Animador de circ

## Argument
Gener de 1932, Celia Gálvez de Montalbán és una nena de 7 anys i viu al Carrer Serrano en Madrid amb la seva família. Celia té una manera enginyosa de qüestionar el món que l'envolta, sobretot als majors; no els comprèn i creu que compliquen les coses massa. El seu món és una mescla entre la realitat i la fantasia, li fascinen els contes de fades i qüestiona fins i tot la identitat dels reis mags. Celia té un germanet petit a qui anomena "Cuchifritín", i un papà i una mamà que l'adoren, encara que no saben com posar solució al seu comportament. Al principi, Celia està sota la cura de Miss Nelly, una institutriu anglesa que té gran dificultat amb la nena. Quan aquesta no pot suportar més les humiliacions de Celia, la seva mare acudeix a Donya Benita, una anciana de bon cor però amb una imaginació tan gran i fantasiosa com la de la mateixa Celia; en lloc de cuidar de Celia, Donya Benita es torna una fidel companya de jocs i aventures de la nena. En arribar l'estiu, Celia i la seva família passen uns dies a la platja, i quan els seus papàs marxen a París, ella i Donya Benita passen la resta de l'estiu a la sierra amb Juana, la donzella i Carlotica, una nova amiga de Celia. Quan un innocent joc de la nena posa en perill la vida i la salut de Cuchifritín, el pare de la nena no veu alternativa més que enviar-la a un convent a ser disciplinada per les monges. Les religioses també tenen dificultat mantenint l'ordre quan arriba Celia; les classes són interrompudes més d'una vegada i les seves creïbles històries fan creure les monges en la possibilitat que el món hagi arribat a la seva fi. En acabar el curs, Celia participa en la funció, però aquesta acaba en desastre després que Celia s'assabenta que els seus pares tenen la intenció d'anar-se'n lluny i deixar-la al col·legi a passar l'estiu. En arribar una vegada més les vacances estiuenques, Celia es troba sola al col·legi bregant amb Donya "Merlucines". El seu pare ve a fer-li una última visita abans d'anar-se'n i junts visiten un circ, que inspira Celia a escriure sobre les seves pròpies aventures després de marxar-se amb els titellaires en la imaginació.

## Recepció
La sèrie es va emetre 5 de gener al 9 de febrer de 1993 i va aconseguir atreure a més de set milions d'espectadors. L'any 1993, Celia va rebre el premi TP d'Or com a Millor sèrie dramàtica nacional a Espanya. El TP d'Or es considera un dels més prestigiosos, si no el més prestigiós, premi donat als actors i programes de la televisió al país. A més, el capítol "Doña Benita" va ser guardonat en el XII Festival Internacional de Televisió per a Nens i Joventut amb el Premi Danubi al programa més divertit.